# Nubiella globogona
Nubiella globogona is een hydroïdpoliepensoort uit de familie van de Bougainvilliidae. De wetenschappelijke naam van de soort is voor het eerst geldig gepubliceerd in 2012 door Wang, Guo & Xue.